# Alexei Gennadjewitsch Murygin
Alexei Gennadjewitsch Murygin (russisch Алексей Геннадьевич Мурыгин; * 16. November 1986 in Chabarowsk, Russische SFSR) ist ein russischer Eishockeytorwart, der zuletzt bei Amur Chabarowsk in der Kontinentalen Hockey-Liga unter Vertrag stand.

## Karriere
Alexei Murygin begann seine Karriere als Eishockeyspieler in seiner Heimatstadt in der Nachwuchsabteilung von Amur Chabarowsk, für dessen zweite Mannschaft er von 2002 bis 2008 in der drittklassigen Perwaja Liga aktiv war. In der Saison 2006/07 gab der Torwart zudem sein Debüt im professionellen Eishockey, als er in zwei Spielen Amurs in der Superliga zwischen den Pfosten stand. Für die Saison 2008/09 wurde er an Amurs Farmteam Jermak Angarsk abgegeben, bei dem er in der Wysschaja Liga, der zweiten russischen Spielklasse, Spielpraxis sammeln konnte. Insgesamt lief der Russe 39 Mal für Angarsk auf. Daraufhin kehrte er nach Chabarowsk zurück, für das er in der Saison 2009/10 in 14 Spielen in der Kontinentalen Hockey-Liga auf dem Eis stand. Dabei wies er einen Gegentorschnitt von 3.24 auf und erreichte eine Fangquote von 90,3 %. Zudem gelang ihm sein erster KHL-Shutout.
In den folgenden vier Spieljahren etablierte er sich bei Amur als Torhüte rund kam in jeder Saison auf etwa 30 KHL-Einsätze, wobei er in der Saison 2011/12 seine besten Leistungen zeigte. Im Dezember 2014 wurde er im Tausch gegen Alexander Petschurski an den HK Metallurg Magnitogorsk abgegeben. Für Magnitogorsk absolvierte er bis Saisonende 7 KHL-Partien, ehe er im Mai 2015 für drei Jahre von Lokomotive Jaroslawl verpflichtet wurde. Im Sommer 2017 erhielt er eine weitere Vertragsverlängerung bis 2019, ehe sich das Management von Jaroslawl im Juli 2018 entschied, seinen Vertrag vorzeitig zu beenden. Murygin erhielt eine Entschädigung von 17 Mio. Rubel. Wenige Wochen später erhielt er einen Einjahresvertrag beim HK Awangard Omsk. Im November 2018 wurde er von Awangard Omsk an Amur Chabarowsk abgegeben, wo er bis zum Ende der Saison 2018/19 unter Vertrag stand.

## Erfolge und Auszeichnungen
- 2015 KHL-Torwart des Monats September
- 2016 KHL All-Star Game
- 2016 Beste Fangquote (95,4%) und meiste Shutous (13) der KHL